# Cheilotrichia fuscohalterata
Cheilotrichia fuscohalterata är en tvåvingeart som först beskrevs av Gabriel Strobl 1906.  Cheilotrichia fuscohalterata ingår i släktet Cheilotrichia och familjen småharkrankar. Inga underarter finns listade i Catalogue of Life.